# Jusuf Nurkić
Jusuf Nurkić (* 23. srpna 1994 Živinice) je basketbalový pivotman z Bosny a Hercegoviny. Od roku 2017 hraje severoamerickou National Basketball Association za klub Portland Trail Blazers. Je vysoký 213 cm a má přezdívku Bosnian Beast. Hlásí se k muslimskému vyznání.
Basketbalu se věnuje od čtrnácti let, začínal ve slovinském klubu KK Zlatorog Laško. Pak hrál za KK Olimpija, KK Zadar a Cedevitu Záhřeb, s níž se stal mistrem Chorvatska. V roce 2012 byl vyhlášen nejužitečnějším hráčem na mistrovství Evropy v basketbalu hráčů do 18 let a v roce 2014 na mistrovství Evropy v basketbalu hráčů do 20 let divize B, které jeho tým vyhrál. Dostal se také do užšího výběru na cenu pro nejlepšího mladého evropského basketbalistu roku 2014. 
V roce 2014 byl draftován na šestnáctém místě do NBA týmem Chicago Bulls, který ho poté vyměnil do Denver Nuggets. V lize debutoval 29. října téhož roku. Ve své první sezoně byl nominován do nováčkovského týmu k utkání Rising Stars Challenge. Po příchodu Nikoly Jokiće do Denveru však vypadl ze základní sestavy a v únoru 2017 přestoupil do Portlandu. Čtyřikrát postoupil s Trail Blazers do playoff. V březnu 2019 utrpěl zranění levé nohy a více než rok nehrál. V březnu 2022 napadl při utkání NBA fanouška Indiany a musel zaplatit pokutu ve výši 40 000 dolarů.
Startoval na mistrovství Evropy v basketbalu mužů 2022, kde Bosna a Hercegovina obsadila osmnácté místo.